# Ed Graham
Ed Graham, född 20 februari 1977 i Great Yarmouth i England, är en brittisk trumslagare. Han är mest känd för att ha varit medlem i The Darkness och Stone Gods.

## Tidiga år
Graham föddes som Edwin James Graham i Great Yarmouth i England. Han har tre syskon och gick på Kirkley High School tillsammans med bland annat Dan Hawkins och Justin Hawkins. Innan The Darkness bildats var han med i flera lokala band som Superfuzz Bigmuff och Q*Sling.

## The Darkness / Stone Gods
År 2000 bildade Graham The Darkness tillsammans med Dan och Justin Hawkins, samt Frankie Poullain. Bandet hann släppa två studioalbum innan upplösningen 2006. 27 maj 2004 fick Graham ta emot en Ivor Novello för "Songwriters of the Year", tillsammans med övriga medlemmar i The Darkness. 2007 bildade han Stone Gods tillsammans med Richie Edwards, Toby MacFarlaine och Dan Hawkins. 29 juli 2008 meddelades det på Stone Gods officiella webbplats att Graham lämnat bandet av hälsoskäl.

## Diskografi

### The Darkness
- 2003 – Permission to Land
- 2005 – One Way Ticket to Hell ...and Back
- 2012 – Hot Cakes

### Stone Gods
- 2008 – Silver Spoons & Broken Bones